# Leptopholcus baoruco
Leptopholcus baoruco là một loài nhện trong họ Pholcidae. Loài này có ở Hispaniola.